# Переносник
Перено́сник, або ве́ктор (лат. vector «несучий») в епідеміології — організм, який здатен передавати інфекційні патогени від однієї людини чи тварини до іншої людини або тварини. Велика кількість переносників є комахами-кровопивцями, які поглинають хвороботворні мікроорганізми під час прийому їжі від інфікованого хазяїна і потім передають його іншому хазяїну після розмноження збудника хвороби. Хвороби, які поширюються переносниками, називаються трансмісивними. Всі відомі переносники є членистоногими.
Приклади переносників:
- комарі — є переносниками малярії, жовтої гарячки, хвороби, яку спричинює вірус Зіка, японського енцефаліту;
- москіти — лейшманіози, гарячка паппатачі;
- прісноводні молюски — шистосомози;
- мошки — онхоцеркоз;
- блохи — чума, тунгіоз;
- воші — епідемічний висипний тиф, епідемічний поворотний тиф;
- кліщі — хвороба Лайма, кліщовий енцефаліт;
- триатомові клопи — хвороба Шагаса,
- муха цеце — сонна хвороба.